# 10010 Rudruna
A 10010 Rudruna (ideiglenes jelöléssel 1978 PW3) a Naprendszer kisbolygóövében található aszteroida. Nyikolaj Sztyepanovics Csernih és Ljudmila Ivanovna Csernih fedezte fel 1978. augusztus 9-én.